# Louis Bernard Guyton de Morveau
Louis Bernard Guyton de Morveau (Dijon, 4 de gener del 1737 - París, 2 de gener del 1816), fou un químic i polític francès. La seva més important contribució a la química fou la creació d'un mètode racional de nomenclatura química, que se segueix utilitzant, juntament amb els també químics francesos Lavoisier, Fourcroy i Berthollet.

## Biografia
Guyton de Morveau fou advocat del parlament a la seva ciutat natal, Dijon. L'any 1782 abandonà la seva professió per dedicar-se a la química, col·laborant a la Encyclopédie méthodique on s'encarregà de dirigir el diccionari de química i treballant en aplicacions industrials. Fundà La Société des Mines et Verreries a Saint-Bérain-sûr-Dheune. Fou un dels fundadors de l'École Polytechnique on fou professor de mineralogia i director el 1797. Com a químic fou membre de la Académie des Sciences des del 1795, on ocupà diferents càrrecs.
Durant la Revolució Francesa ocupà diferents càrrecs: diputat de l'Assemblea Legislativa el 1792, formà part del Comitè de Salut Pública el 1793, col·laborà en la creació d'un cos de globus per a l'exèrcit, participant fins i tot en la batalla de Fleurus el 1794 com a tripulant d'un globus, etc.

## Obra
La seva obra més destacada la desenvolupà conjuntament amb altres tres químics francesos: Antoine Laurent de Lavoisier, Antoine François de Fourcroy i Claude Louis Berthollet. L'any 1782 va començar la tasca de reformar la nomenclatura química. El seu principi general consistia en el fet que el nom de la substància indicàs la seva composició química i que hi hagués acord entre tots els químics. Quan viatjà a París per presentar el seu treball a l'Académie des sciences fou persuadit pels químics que seguien les noves idees de Lavoisier de què realitzassin el treball conjuntament, introduint les teories de Lavoisier i basant la nomenclatura només en la naturalesa de les substàncies. L'obra es va publicar l'any 1787 sota el nom de Méthode de Nomenclature Chimique i vint anys després ja s'ensenyava a la majoria de països europeus. Així varen desaparèixer dels llibres de química noms com: sal de tàrtar, magnèsia alba, sal de Glauber, aire inflamable, aire desflogisticat, àcid vitriòlic... i foren substituïts pels noms que coneixem en l'actualitat: carbonat de potassi, carbonat de magnesi, sulfat de sodi, hidrogen, oxigen, àcid sulfúric, etc.